# بيير الأول من كورتيناي
بيير الأول دي كورتيناي (الفرنسية:Pierre Ier de Courtenay؛ سبتمبر 1126 - 10 أبريل 1183) كان أبن الأصغر لـ لويس السادس ملك فرنسا وأديلايد من سافوي، كان والد بيتر الثاني، إمبراطور القسطنطينية اللاتينية،  وأيضا هو جد إيزابيلا من أنغوليم، ملكة إنجلترا القرينة. 
ولد بيير في فرنسا وتوفي في فلسطين، حوالي 1150 تزوج من إليزابيث دي كورتيناي (1127 - سبتمبر 1205) أبنة رينو دي كورتيناي، وأيضا دفن بجابنها في كاتدرائية إكستر.